# Ратнів
Ра́тнів — село в Україні, у Луцькому районі Волинської області. Входить до складу Боратинської сільської громади. Населення становить 890 осіб.

## Географія
На північ від села знаходиться гідрологічний заказник місцевого значення Чорногузка, створений з метою охорони екосистеми однойменної річки.

## Історія
12 червня 2020 року, відповідно до розпорядження Кабінету Міністрів України № 708-р «Про визначення адміністративних центрів та затвердження територій територіальних громад Волинської області», село увійшло у склад Боратинської сільської громади.
19 липня 2020 року, в результаті адміністративно-територіальної реформи та ліквідації  Луцького району(1940—2020), село увійшло до складу новоутвореного Луцького району.

## Населення
Згідно з переписом УРСР 1989 року чисельність наявного населення села становила 862 особи, з яких 421 чоловік та 441 жінка.
За переписом населення України 2001 року в селі мешкало 890 осіб.

### Мова
Розподіл населення за рідною мовою за даними перепису 2001 року:
| Мова       | Відсоток |
| ---------- | -------- |
| українська | 99,66 %  |
| російська  | 0,23 %   |
| вірменська | 0,11 %   |

## Пам'ятки археології
На території села відомі наступні пам'ятки археології:
1. В північно-східній частині села, в урочищі Кут, на мисоподібному виступі правого берега р. Чорногузки висотою до 3 м над рівнем заплави — двошарове поселення вельбарської культури та періоду ХІІ-XIV століття. З території присадибної ділянки І.Вальчука зібрані уламки вінець ліпної миски і фрагменти стінок аналогічних за технологією виготовлення посудин перших століть нашої ери, а також уламки гончарних горщиків раннього середньовіччя;
2. На північній околиці села, в урочищі Куток, на мисоподібному виступі правого берега р. Чорногузки висотою 3-4 м над рівнем заплави — двошарове поселення тшинецько-комарівської культури та періоду ХІІ-ХІІІ століття;
3. За 0,5 км на північ від села, в урочищі Ріписько, на мисоподібному виступі правого берега р. Чорногузки висотою до 6 м над рівнем заплави — двошарове поселення вельбарської культури та періоду ХІІ-ХІІІ століття площею близько 4 га;
4. За 0,4 км на північний захід від села, в урочищі Бакай, на схилі правого берега р. Чорногузки висотою біля 14-16 м над рівнем заплави — багатошарове поселення зубрицької, вельбарської культур та періоду ХІІ-ХІІІ століття площею до 3 га. Із заходу і сходу пам'ятку обмежують глибокі яри завширшки близько 30 м. Речові матеріали зібрані з території орного поля довкола колишньої садиби Гаркуші;
5. За 1 км на північний захід від села, на схилі правого берега р. Чорногузки висотою 12-14 м над рівнем заплави — поселення вельбарської культури площею близько 3 га. Із заходу до пам'ятки прилягає колишня садиба Йосиповича. З території орного поля зібрані уламки вінець ліпних і гончарних посудин;
6. В північно-східній частині села, на захід від ґрунтової дороги, яка веде до с. Оздів, на схилі правого берега р. Чорногузки висотою 2-3 м над рівнем заплави — поселення періоду ХІІ-XIV століття. З території садиби С.Філюка зібрані уламки вінець і фрагменти стінок гончарних горщиків;
7. На північно-східній околиці села, на мисоподібному виступі правого берега р. Чорногузки висотою до 3 м над рівнем заплави — двошарове поселення тшинецько-комарівської культури та періоду ХІІ- XIV століття. З території садиби Г.Мартинюка зібрані уламки ліпної кераміки, а також фрагменти гончарних горщиків раннього середньовіччя;
8. На північно-східній околиці села, в урочищі Бартиничі, на ділянці лівого берега р. Чорногузки висотою близько 3 м над рівнем заплави, у місці впадіння в неї безіменного струмка,- поселення періоду ХІІ- XIV століття площею до 1 га;
9. За 0,3 км на північний схід від села, в урочищі Панське, на мисоподібному виступі правого берега р. Чорногузки висотою 5-6 м над рівнем заплави — двошарове поселення тшинецько-комарівської культури та ХІІ-ХІІІ століття площею до 2 га.